# Arquidiócesis de Ibadán
La arquidiócesis de Ibadán (en latín: Archidioecesis Ibadanensis y en inglés: Roman Catholic Archdiocese of Ibadan) es una circunscripción eclesiástica de la Iglesia católica en Nigeria. Se trata de una arquidiócesis latina, sede metropolitana de la provincia eclesiástica de Ibadán. Desde el 29 de octubre de 2013 su arzobispo es Gabriel 'Leke Abegunrin.

## Territorio y organización
La arquidiócesis tiene 28 000 km² y extiende su jurisdicción sobre los fieles católicos de rito latino residentes en la parte meridional del estado de Oyo y una porción menor del estado de Ogun.
La sede de la arquidiócesis se encuentra en la ciudad de Ibadán, en donde se halla la Catedral de Santa María.
La arquidiócesis tiene como sufragáneas a las diócesis de: Ekiti, Ilorin, Ondo, Osogbo y Oyo.
En 2021 en la arquidiócesis existían 50 parroquias.

## Historia
La prefectura apostólica de Ibadán fue erigida el 13 de marzo de 1952 con la bula Apostolica Sedes del papa Pío XII, obteniendo el territorio de la arquidiócesis de Lagos.
El 28 de abril de 1958 la prefectura apostólica fue elevada a diócesis.
El 1 de julio de 1960, con la carta apostólica Quemadmodum probata, el papa Juan XXIII proclamó a san Patricio como patrono principal de la diócesis.
El 26 de marzo de 1994 la diócesis fue elevada a arquidiócesis metropolitana con la bula Cum in Nigeria del papa Juan Pablo II.
Desde 2009 la diócesis de Ilorin pasó a ser su sufragánea, siendo hasta entonces de la arquidiócesis de Kaduna.

## Estadísticas
Según el Anuario Pontificio 2022 la arquidiócesis tenía a fines de 2021 un total de 378 260 fieles bautizados.
| Año                                                                             | Población            | Población | Población      | Sacerdotes | Sacerdotes    | Sacerdotes    | Bautizados por sacerdote | Diáconos permanentes | Religiosos | Religiosos | Parroquias |
| Año                                                                             | Bautizados católicos | Total     | % de católicos | Total      | Clero secular | Clero regular | Bautizados por sacerdote | Diáconos permanentes | Varones    | Mujeres    | Parroquias |
| ------------------------------------------------------------------------------- | -------------------- | --------- | -------------- | ---------- | ------------- | ------------- | ------------------------ | -------------------- | ---------- | ---------- | ---------- |
| 1970                                                                            | 50 000               | 2 684 145 | 1.9            | 48         | 5             | 43            | 1041                     |                      | 48         | 44         | 12         |
| 1980                                                                            | 55 000               | 2 500 000 | 2.2            | 41         | 13            | 28            | 1341                     |                      | 51         | 47         |            |
| 1990                                                                            | 80 000               | 3 431 000 | 2.3            | 60         | 29            | 31            | 1333                     |                      | 120        | 73         | 24         |
| 1999                                                                            | 135 500              | 4 002 500 | 3.4            | 74         | 23            | 51            | 1831                     |                      | 345        | 36         | 24         |
| 2000                                                                            | 255 000              | 4 003 000 | 6.4            | 80         | 26            | 54            | 3187                     |                      | 249        | 36         | 24         |
| 2001                                                                            | 285 000              | 4 450 000 | 6.4            | 84         | 36            | 48            | 3392                     |                      | 266        | 95         | 24         |
| 2002                                                                            | 322 450              | 4 350 000 | 7.4            | 96         | 33            | 63            | 3358                     |                      | 257        | 85         | 24         |
| 2003                                                                            | 330 750              | 4 386 700 | 7.5            | 113        | 38            | 75            | 2926                     |                      | 394        | 95         | 24         |
| 2004                                                                            | 348 650              | 4 421 430 | 7.9            | 148        | 39            | 109           | 2355                     |                      | 467        | 116        | 24         |
| 2006                                                                            | 352 680              | 4 641 260 | 7.6            | 186        | 46            | 140           | 1896                     |                      | 630        | 234        | 25         |
| 2013                                                                            | 452 000              | 5 564 000 | 8.1            | 135        | 69            | 66            | 3348                     |                      | 444        | 93         | 42         |
| 2016                                                                            | 343 655              | 5 500 200 | 6.2            | 153        | 73            | 80            | 2246                     |                      | 461        | 130        | 49         |
| 2019                                                                            | 357 240              | 5 960 540 | 6.0            | 189        | 79            | 110           | 1890                     |                      | 386        | 91         | 49         |
| 2021                                                                            | 378 260              | 6 355 670 | 6.0            | 142        | 84            | 58            | 2663                     |                      | 593        | 98         | 50         |
| Fuente: Catholic-Hierarchy, que a su vez toma los datos del Anuario Pontificio. |                      |           |                |            |               |               |                          |                      |            |            |            |

## Episcopolopio
- Richard Finn, S.M.A. † (13 de marzo de 1953-3 de julio de 1974 renunció)
- Felix Alaba Adeosin Job (5 de octubre de 1974-29 de octubre de 2013 retirado)
- Gabriel 'Leke Abegunrin, desde el 29 de octubre de 2013